# Попередньо встановлені програми iOS

Знімок екрана iOS 15 із різними вбудованими програмами

Попередньо встановлені програми iOS, які в App Store називаються «вбудованими програмами» — набір мобільних програм, розроблених компанією Apple Inc., які постачаються з iOS і встановлюються за замовчуванням або через оновлення системи. Багато вбудованих програм, які можна знайти в iOS, мають аналоги в інших операційних системах Apple (macOS, iPadOS, watchOS і tvOS), які часто є модифікованими версіями прогам iOS або подібними від них. Оскільки кожна програма інтегрована в саму операційну систему, вони часто мають більшу підтримку системних функцій, ніж альтернативи сторонніх розробників, і швидко адаптують нові функції iOS.
Починаючи з iOS 10, більшість вбудованих програм можна видалити. У iOS 14 або пізніших версіях, а також у iPadOS 15 або пізніших версіях користувачі можуть приховати попередньо встановлені програми в Бібліотеці програм, а також змінити свій веббраузер і поштовий клієнт за замовчуванням на сторонні.

## Програми

### App Store
App Store — платформа цифрової дистрибуції, яка дозволяє користувачам переглядати та завантажувати програми, розроблені за допомогою Apple iOS Software Development Kit. App Store розпочав роботу 10 липня 2008 року із 500 доступними програмами. У 2017 році кількість програм досягла максимуму в 2,2 мільйона, але протягом наступних кількох років дещо знизилася, оскільки Apple почала процес видалення старих або 32-бітних програм, які не функціонують належним чином або не відповідають поточним вимогам до програм. Станом на 2020 рік у App Store представлено близько 1,8 мільйона програм. 19 вересня 2019 року Apple Arcade, передплатний ігровий сервіс, який надає необмежений доступ до каталогу ігор за щомісячну плату, був випущений через спеціальну вкладку в App Store.

### FaceTime
FaceTime — програма для відеотелефонії, доступна на підтримуваних пристроях iOS під керуванням iOS 4 і новіших версій, яка дозволяє здійснювати відеодзвінки між учасниками за допомогою фронтальної камери їхнього пристрою. FaceTime Audio, лише аудіоверсія, доступна на будь-якому пристрої iOS, який підтримує iOS 7 або новішу версію. У 2018 році, разом із випуском iOS 12, Apple додала підтримку групових відео- та аудіодзвінків у FaceTime, що підтримує до 32 учасників. Із випуском iOS 15 користувачі через FaceTime із SharePlay можуть разом ділитися, прослуховувати та переглядати музику та відео.

### iTunes Store
iTunes Store — цифровий медіа-магазин компанії Apple Inc., який почав роботу 28 квітня 2003 року в результаті спроби Стіва Джобса створити цифровий маркетплейс музики. iTunes Store вперше став доступним на пристроях iOS із випуском iPhone OS 2, дозволяючи купувати музику та подкасти. У iPhone OS 3 також додано можливість брати контент напрокат і купувати фільми та телешоу в iTunes Store. Станом на квітень 2020 року iTunes пропонує 60 мільйонів пісень, 2,2 мільйона програм, 25 000 телешоу та 65 000 фільмів. Коли магазин розпочав роботу, він був єдиним законним цифровим каталог музики, який пропонував пісні від усіх п'яти основних лейблів звукозапису. Станом на червень 2013 року iTunes Store мав 575 мільйонів активних облікових записів користувачів і обслуговував понад 315 мільйонів мобільних пристроїв.

### Safari
Safari — графічний веббраузер на базі рушія WebKit, який витановлюється на пристроях iOS з моменту появи iPhone у 2007 році. Вебсайти можна додавати в закладки, додавати до списку читання або зберігати на головному екрані та синхронізувати між пристроями через iCloud. Із випуском iOS 13 у Safari було оновлено менеджер завантажень, який дозволяє користувачам зберігати файли з Інтернету в локальній пам'яті телефону.

### TV
TV, відома також як Apple TV, раніше Videos — програма-медіаплеєр, яка використовується для перегляду телешоу та фільмів, придбаних або взятих напрокат в iTunes Store. Вона також може транслювати вміст із сервісу відео на вимогу а-ля-карт Apple TV Channels та служби підписки на оригінальний вміст Apple TV+. Програма TV також може індексувати та отримувати доступ до вмісту з інших пов'язаних служб відео на вимогу, дозволяючи програмам та шоу, які переглядаються в інших застосунках, відображатися в стрічці користувачів.

### Watch
Watch — програма, що дозволяє користувачам налаштовувати та з'єднувати Apple Watch зі своїми iPhone, а також налаштовувати параметри, циферблати та завантажені програми на своєму Apple Watch. Вкладка пошуку дозволяє знайти в App Store сумісні з Apple Watch програми і демонструє користувачам поради щодо того, як отримати максимум від своїх Apple Watch.

### Біржі
Біржі (англ. Stocks) — програма для відстеження фондового ринку, представлена разом із першим випуском iPhone та iPhone OS 1 у 2007 році. Вона дозволяє користувачам перевіряти дані Yahoo! Finance для будь-якої компанії, оцінюваної на фондовій біржі, включаючи поточну вартість компанії та її відсоток зростання чи спаду. Графік демонструє тенденції кожної компанії з плином часу, причому зелений графік показує позитивне зростання, а червоний — спад. Новини бізнесу з'являються в нижній частині програми, де відображаються статті про компанії, за якими стежить користувач.

### Гаманець
Гаманець (англ. Wallet), раніше Passbook — програма цифрового гаманця, що входить до операційних систем iOS 6 і новіших версій, яка дозволяє користувачам зберігати купони, посадкові талони, студентські квитки, квитки на заходи, квитки в кіно, квитки на громадський транспорт, картки магазинів і — починаючи з iOS 8.1 — кредитні картки, дебетові картки, передплачені картки та картки лояльності через Apple Pay. «Гаманець» також є основним інтерфейсом Apple Card, сервісу кредитних карток Apple. Додані до «Гаманця» дані синхронізуються між пристроями iOS за допомогою iCloud.

### Годинник
Годинник (англ. Clock) — програма для керування часом, представлена разом із першим випуском iPhone та iPhone OS 1 у 2007 році. Вона дозволяє користувачам переглядати поточний час у різних точках світу, встановлювати будильники та таймери, а також використовувати свій телефон як секундомір. Будильники та таймери відтворять мелодію після настання певного часу, який користувач може вибрати зі своєї бібліотеки мелодій. У iOS 10 була представлена функція часу сну, яка діє як спеціальний будильник, у якому користувач встановлює час, коли хоче лягти спати, і час, коли хоче прокинутися. Сповіщення надсилається користувачеві перед встановленим часом сну, і телефон автоматично переходить у режим «Не турбувати» до ранку.

### Диктофон
Диктофон (англ. Voice Memos) — програма для запису голосу, представлена разом із випуском iPhone OS 3, призначена для збереження коротких фрагментів аудіо для подальшого відтворення. Збережені голосові записи можна поширити як файл .m4a або редагувати, що дозволяє замінювати частини запису, видаляти фоновий шум або обрізати довжину запису. Інші параметри відтворення включають можливість змінювати швидкість відтворення, пропускати тихі частини запису або покращувати якість запису. Збережені аудіофайли також можна організовувати в різні папки.

### Дім
Дім (англ. Home) — програма для керування розумним будинком, випущена 13 вересня 2016 року разом із iOS 10, яка дозволяє користувачам налаштовувати, взаємодіяти та контролювати свої розумні пристрої з підтримкою HomeKit з однієї програми. Вона підтримує автоматизацію за допомогою домашнього хаба та попередньо запрограмованих «Сцен», які можуть налаштовувати кілька пристроїв за допомогою однієї команди. Прилади можна розділити на окремі кімнати, а доступ до елементів керування вдома можна надати іншим користувачам. Пристрої HomePod також управляються через програму «Дім».

### Здоров'я
Здоров'я (англ. Health) — програма для медичної інформатики, анонсована 2 червня 2014 року, доступна на iPhone з iOS 8 або новішої версії. Програма зберігає та відстежує дані про здоров'я користувача та клінічні медичні записи, і його можна підключити до різних апаратних пристроїв і програм сторонніх розробників. Вона також пропонує профіль під назвою «Медичний ID», який надає швидкий доступ до важливої медичної інформації тим, хто надає першу допомогу. У 2018 році було представлено «Health Records», що дозволило користувачам iOS 11.3 або пізнішої версії імпортувати до програми свої медичні записи від свого лікаря чи лікарні. Станом на 2020 рік типи даних, які зберігає програма «Здоров'я», включають кількість кроків, дистанцію ходьби та бігу, кількість подоланих поверхів, частоту серцевих скорочень, харчування, аналіз сну, варіабельність серцевого ритму, відстеження циклу та вагу.

### Календар
Календар (англ. Calendar) — програма для ведення персонального календаря, представлена разом із першим випуском iPhone та iPhone OS 1 у 2007 році. Вона відстежує події та зустрічі, додані користувачем, і включає різні свята залежно від місця розташування телефону, а також дні народження з контактів. Користувачі також можуть підписатися на інші календарі від друзів або сторонніх осіб. Починаючи з iOS 5, «Календар» підтримує онлайн-хмарне резервне копіювання календарів за допомогою служби Apple iCloud або синхронізацію з іншими календарними службами, зокрема Google Calendar і Microsoft Exchange Server.

### Калькулятор
Калькулятор (англ. Calculator) — базова програма-калькулятор, представлена разом із першим запуском iPhone та iPhone OS 1 у 2007 році. Стандартний режим включає цифрову клавіатуру, кнопки додавання, віднімання, множення і ділення. Доступ до наукового калькулятора можна отримати, повернувши пристрій горизонтально, який підтримує експоненти та тригонометричні функції.

### Камера
Камера (англ. Camera) — програма для фотозйомки, представлена разом із першим випуском iPhone та iPhone OS 1 у 2007 році. Фотографії можна робити зі спалахом або із застосуванням фільтрів, а також із опцією таймера, яка зробить фотографію через три секунди після натискання кнопки зйомки. Можливість запису відео була представлена в iPhone OS 3 і з тих пір була доопрацьована, щоб відео можна було знімати в покадровому або сповільненому режимі. На iPhone 7 Plus і новіших моделях фотографії можна робити в «портретному режимі», який створює ефект глибини, коли об'єкт перебуває у фокусі, а фон розмитий. Камера також здатна створювати панорамні фотографії.

### Карти
Карти (англ. Maps) — онлайн-картографічна служба, представлена разом із першим запуском iPhone та iPhone OS 1 у 2007 році. Вона надає покрокові вказівки та орієнтовний час прибуття для навігації автомобілям, пішоходам, велосипедистам та громадським транспортом. Карти приміщень для аеропортів і великих торгових центрів з'явилися в «Картах» із випуском iOS 11. «Карти» також мають режим Flyover, функцію, яка дозволяє користувачеві досліджувати певні густонаселені міські центри та інші цікаві місця в 3D-перегляді, що складається з моделей будівель і споруд. Функція Look Around, яка дозволяє користувачеві переглядати 360° зображення вулиць, була представлена разом із випуском iOS 13.
Спочатку «Карти» використовували дані з Карт Google, поки Apple не випустила власний сервіс 19 вересня 2012 року.

### Книги
Книги (англ. Apple Books), раніше iBooks — програма для читання та зберігання електронних книг, випущена в середині 2010 року як частина оновлення iOS 4. Спочатку iBooks не було попередньо встановлено на пристроях iOS, але користувачі могли безкоштовно встановити його з App Store. Із випуском iOS 8 вона стала інтегрованою програмою. В основному вона підтримує вміст EPUB із магазину Apple Books, але користувачі також можуть додавати власні EPUB-файли і PDF-файли за допомогою синхронізації даних із iTunes. Крім того, файли можна завантажити в «Книги» через Safari або «Пошту». Вона також здатна відображати електронні книги, які містять мультимедіа. «Книги» також було розширено, щоб дозволити купувати та слухати аудіокниги через програму. Можна також встановити цілі читання, які спонукатимуть користувачів читати певний час щодня.

### Команди
Команди (англ. Shortcuts), раніше Workflow — блочна програма для створення візуальних сценаріїв. Workflow була придбана Apple у 2017 році та стала програмою за замовчуванням із випуском iOS 13. Програма дозволяє користувачам створювати макроси для виконання певних завдань на своєму пристрої. Ці послідовності завдань можуть створюватися користувачем і ними можна ділитися онлайн через iCloud. Кілька обраних команд також можна завантажити з інтегрованої Галереї.

### Компас
Компас (англ. Compass) — проста навігаційна програма, представлена в iPhone OS 3 17 червня 2009 року. Вона відображає напрямок користувача на розі вітрів, а також його поточні географічні координати, місцезнаходження та висоту.

### Контакти
Контакти (англ. Contacts) — програма адресної книги, яка вперше була включена до програми «Телефон» під час запуску iPhone у 2007 році, але була відокремлена в окрему програму з випуском iPhone OS 2. Контакти можна синхронізувати через iCloud та інші сервіси онлайн-адресної книги та дозволяють зберігати імена, номери телефонів, адреси електронної пошти, домашні адреси, посади, дні народження та імена користувачів соціальних мереж.

### Локатор
Локатор (англ. Find My) — програма та служба, яка дозволяє користувачам відстежувати місцезнаходження пристроїв iOS, iPadOS, macOS, watchOS, а також AirPods. Програма була вперше випущена з iOS 13 19 вересня 2019 року та поєднала в собі програми Find My iPhone і «Знайти друзів». Зниклі пристрої можна змусити відтворювати звук на максимальній гучності, позначити як втрачені та заблокувати за допомогою пароля або дистанційно стерти. Користувачі також можуть ділитися своїм GPS-місцезнаходженням з друзями та родиною, які мають власні пристрої Apple, і можуть налаштовувати сповіщення, коли людина прибуває або залишає пункт призначення.

### Лупа
Лупа (англ. Magnifier) — цифрова лупа, доступна як команда спеціальних можливостей і як окрема програма в пізніших версіях iOS. Вона використовує камеру пристрою, щоб дозволити користувачам збільшувати інформацію перед собою, а також робити стоп-кадр, який можна зберегти як зображення, подібно до програми «Камера». Для полегшення перегляду можна застосувати ряд кольорових фільтрів, а яскравість і контрастність зображення можна налаштувати вручну. Із випуском iPhone 12 програма «Лупа» отримала можливість виявляти людей і двері для людей з вадами зору за допомогою сканера LiDAR.

### Мірило

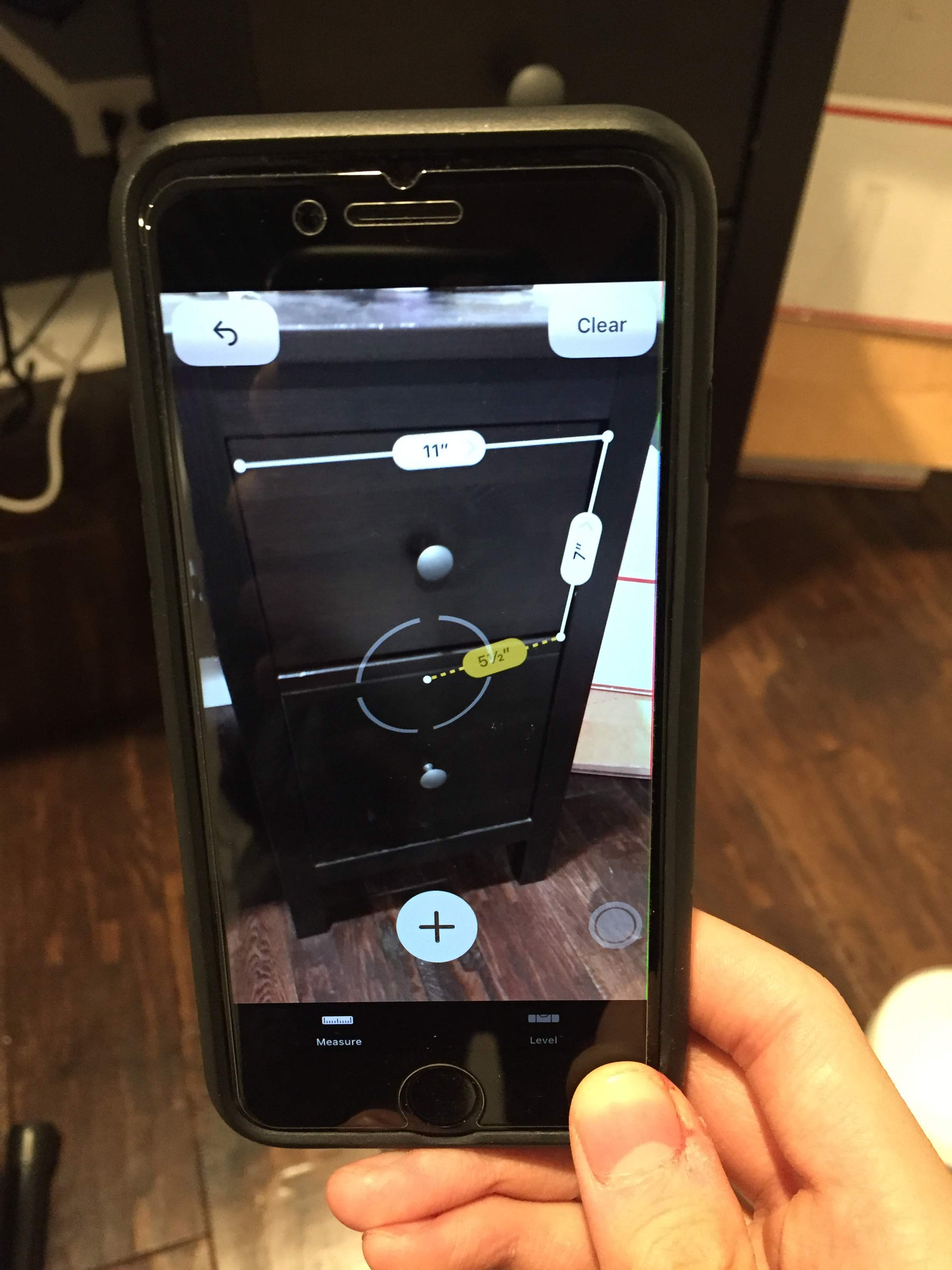
Демонстрація програми «Мірило» на iPhone 7

Мірило (англ. Measure) — програма для вимірювання у доповненій реальності, доступна на пристроях з iOS 12 і новіших версіях. Використовуючи ARKit 2, вона дозволяє користувачам вимірювати об'єкти, направляючи на них камеру пристрою. Вона здатний вимірювати як у метричних, так і в англійських одиницях, і якщо наблизити камеру до об'єкта, відобразиться лінійка, яка ділить вимірювання у сантиметрах або дюймах відповідно. Програма також дозволяє використовувати iPhone як рівень. Раніше ця функція була доступна в програмі «Компас».

### Музика
Музика (англ. Music) — програма-медіаплеєр, яка вперше була представлена в iOS 5 12 жовтня 2011 року і замінила програму iPod. Вона може відтворювати музичні файли, що зберігаються локально на пристроях, і дозволяє користувачам створювати підбірки зі своєї бібліотеки пісень. Пісні можна придбати безпосередньо в iTunes Store або транслювати через Apple Music, якщо у користувача є активна підписка. Місцеві та міжнародні інтернет-радіостанції також можна знайти в програмі.

### Нагадування
Нагадування (англ. Reminders) — програма для керування завданнями, яка вперше була представлена з випуском iOS 5 і перебудована з нуля в iOS 13. Програма дозволяє користувачам створювати власні списки нагадувань і встановлювати сповіщення для себе. Нові нагадування можна розміщувати в списках або встановлювати як підзавдання, і вони можуть містити кілька деталей, зокрема, тег пріоритету, примітку про нагадування та зображення або вкладення URL-адреси. Крім того, можна встановити сигнали для нагадувань, надсилання сповіщень користувачам у певний час і дату, коли перетинається геозона навколо області або коли починається введення повідомлення визнасеному контакту. Якщо встановлено сповіщення на основі часу, воно може повторюватися кожного дня, тижня, двох тижнів, місяця чи року. Списки можна синхронізувати через iCloud і ділитися ними з іншими контактами.

### Новини
Новини (англ. News) — агрегатор новин, доступний для пристроїв з iOS 9 або новішої версії. Це наступник програми Newsstand, включеної в попередні версії iOS. За допомогою нього користувачі можуть читати новинні статті певних видавців, вебсайтів і тем, які вони обирають, як-от технології чи політика. 25 березня 2019 року Apple News+ стала доступною в програмі «Новини», який є послугою підписки, яка надає доступ до вмісту з низки журналів і газет. 15 липня 2020 року Apple оголосила про додавання аудіоісторій в Apple News+, що дозволяє передплатникам слухати озвучені версії статей подібно до подкастів у новій вкладці «Аудіо».

### Нотатки
Нотатки (англ. Notes) — програма для нотаток, представлена разом із першим випуском iPhone та iPhone OS 1 у 2007 році. Вона функціонує як сервіс для створення текстових нотаток і ескізів, які можна синхронізувати між пристроями за допомогою служби iCloud від Apple. Із випуском iOS 9 розширені параметри форматування тексту, кілька стилів списків, широкий попередній перегляд вебпосилань і посилань на карти, підтримка додаткових типів вкладених файлів, відповідний спеціальний браузер вкладень і точка розширення загального доступу до системи для збереження вебпосилань, зображень, і багато іншого було додано до програми «Нотатки». Починаючи з iOS 11, «Нотатки» містять функцію сканування документів.

### Параметри
Параметри (англ. Settings) — програма, доступна з моменту випуску iPhone у 2007 році. «Параметри» дозволяють користувачам отримувати доступ до інформації про свій пристрій і змінювати налаштування та параметри свого телефону, такі як шпалери пристрою, сповіщення, Wi-Fi і Bluetooth, дисплей і яскравість, Siri тощо. Обліковими записами користувачів Apple ID також можна керувати з програми «Параметри». Із випуском iOS 12 була представлена функція екранного часу, яка покликана допомогти користувачеві зосередитися та боротися із залежністю від смартфона. Функція пошуку, представлена в iOS 9, дозволяє користувачам легко знаходити певні параметри.

### Переклад
Переклад (англ. Translate) — програма для перекладу, випущена 16 вересня 2020 року разом з iOS 14. Вона функціонує як служба для перекладу текстових речень або голосу з однієї мови на іншу. Усі переклади обробляються за допомогою нейронної системи пристрою, тому програму можна використовувати офлайн. Наразі підтримуються британські та американські діалекти англійської мови, арабська мова, китайська мова, французька мова, німецька мова, європейський діалект іспанської мови, італійська мова, японська мова, корейська мова, бразильський діалект португальської мови та російська мова.

### Повідомлення
Повідомлення (англ. Messages) — застосунок для обміну миттєвими повідомленнями, представлений в iPhone OS 3 17 червня 2009 року, який замінив стару програму Text. Застосунок підтримує як SMS, MMS, так і iMessage — повідомлення, надіслані через SMS, будуть зеленими, а повідомлення, надіслані через iMessage, — синіми. У iOS 10 з'явилася низка оновлень платформи iMessage, включаючи ефекти повідомлень і спеціальний iMessage App Store, який дозволяє користувачам завантажувати пакети стікерів, які можна надсилати в розмовах.

### Погода
Погода (англ. Weather) — програма для прогнозу погоди, яка була представлена разом із першим випуском iPhone та iPhone OS 1 у 2007 році. Програма дозволяє користувачеві бачити погодні умови протягом дня, а також прогноз на сім днів. Місця прогнозу можна додати, натиснувши значок списку, де користувач зможе ввести назву міста, поштовий індекс або код аеропорту. «Погода» також відображає відповідні показники, такі як час сходу та заходу сонця, вологість, ймовірність дощу, видимість та індекс УФ. Програма також може сповіщати користувачів про будь-які попередження про несприятливу погоду, видані офіційними джерелами.

### Подкасти
Подкасти (англ. Podcasts) — програма-медіаплеєра, яка використовується для відтворення подкастів із iTunes Store, доступна для користувачів iOS 6 або новішої версії, після того, як була виокремлена із програми «Музика». Подкасти можна знайти та стежити за ними або підписатися на них у вкладках «Огляд» і «Пошук», а у вкладці «Слухати зараз» відображаються нові епізоди подкастів, на які підписаний користувач, щойно вони стають доступними. Канали подкастів дозволяють користувачам стежити за авторами або підписуватися на них, а не на окремі шоу.

### Поради
Поради (англ. Tips) — програма, представлена в iOS 8, що надає користувачам поради та підказки, які допоможуть максимально використати можливості їхнього пристрою. Нові поради з'являються разом із новими випусками iOS, щоб показати користувачам, що нового з'явилося у їхніх пристроях, і сортуються за категоріями, як-от «Основи», «Що нового», «Вибір експертів» тощо.

### Пошта
Пошта (англ. Mail) — поштовий клієнт, представлений разом із першим випуском iPhone та iPhone OS 1 у 2007 році. Він попередньо налаштований на роботу з популярними хостингами електронними поштами, такими як Yahoo! Mail, AOL Mail, Gmail, Outlook і iCloud (раніше MobileMe) і підтримкою Exchange. «Пошта» включає в себе можливість читати та писати електронні листи, зберігати електронні листи в папках, шукати електронні листи, автоматично додавати підписи до вихідних листів і автоматично скасовувати підписку на інформаційні розсилки. Форматування тексту було представлено в «Пошті» із випуском iOS 5.

### Телефон
Телефон (англ. Phone) — програма, представлена разом із першим випуском iPhone та iPhone OS 1 у 2007 році. Однією з ключових функцій оригінального iPhone була програма, яка дозволяла користувачам здійснювати та приймати телефонні дзвінки, переглядати історію викликів і отримувати доступ до голосової пошти. До адресної книги пристрою також можна отримати доступ із програми «Телефон», навіть якщо програму «Контакти» видалено.

### Файли
Файли (англ. Files) — програма для керування файлами для пристроїв з iOS 11 і новіших версій. «Файли» дозволяють користувачам переглядати локальні файли, що зберігаються в програмах, а також файли, що зберігаються в хмарних сховищах, включаючи iCloud, Dropbox, Google Drive і OneDrive. Вона дозволяє зберігати, відкривати та впорядковувати файли, включаючи розміщення в структурованих папках і підпапках. Подальшу організацію можна здійснити за допомогою тегів із кольоровим кодуванням або власних імен, а постійна панель пошуку дозволяє знаходити файли в папках, але не в інших програмах. Перегляд списку підтримує різні параметри сортування. Програма пропонує ексклюзивне відтворення високоякісних аудіофайлів FLAC, а також пропонує підтримку перегляду текстових файлів, зображень і Zip-архівів, а також обмежену підтримку відео.

### Фітнес
Фітнес, раніше Activity (англ. Fitness) — допоміжна програма для відстеження вправ, доступна лише на iPhone з iOS 8.2 або новішої версії для користувачів із підключеним Apple Watch. Порграма відображає підсумкове подання записаних тренувань користувача з Apple Watch або підтримуваних програм сторонніх розробників і тренажерів. Тренування у програмі «Фітнес» відображають відповідні показники, наприклад частоту серцевих скорочень, залежно від типу вправ, а після 180-денного періоду програма також почне показувати користувачам їхні тенденції вправ, усереднені за поточні та минулі 90-денні проміжки. 14 грудня 2020 року Apple Fitness+, сервіс потокового відеозапису тренувань, став доступним у програмі «Фітнес».

### Фотографії
Фотографії (англ. Photos) — програма для керування та редагування фотографій, яка була представлена разом із першим випуском iPhone та iPhone OS 1 у 2007 році та перебудована з нуля в iOS 8. Фотографії впорядковано за «моментами», які є комбінацією метаданих часу та місця, доданих до фотографії. Фотографії можна синхронізувати та створювати резервні копії за допомогою бібліотеки фотографій iCloud і спільних альбомів. «Фотографії» містить ряд простих інструментів редагування, які дозволяють користувачам обрізати, обертати та коригувати свої фотографії, з обмеженою кількістю інструментів редагування, доступних для відео.

## Припинені

### Game Center
Game Center — окрема програма для ігор, випущеною разом із iOS 4.1, яка була інтегрована в «Параметри» із випуском iOS 10. Гравці можуть спілкуватися з друзями, надсилати запити на дружбу, починати грати в ігри та організовувати багатокористувацькі онлайнігри. Кількість друзів, яких можна підключити до одного облікового запису Game Center, обмежена 500 користувачами. У деяких іграх можуть бути досягнення, коли за виконання певного завдання гравець отримує бали. Залежно від гри, може бути присутнім таблиця лідерів, де гравець може порівнювати свій рахунок з друзями чи зі світовим рейтингом.

### YouTube
YouTube — програма, яка була представлена разом із випуском iPhone та iPhone OS 1, яка дозволяла користувачам знаходити, шукати та переглядати відео на YouTube. Вбудовану програму YouTube було видалено з випуском iOS 6 на вимогу Google, яка випустила власну програму.